# Poikilospermum forbesii
Poikilospermum forbesii är en nässelväxtart som först beskrevs av Spencer Le Marchant Moore, och fick sitt nu gällande namn av Elmer Drew Merrill. Poikilospermum forbesii ingår i släktet Poikilospermum och familjen nässelväxter. Inga underarter finns listade i Catalogue of Life.